# Lex Peterson
Alexander John Peterson, noto anche con lo pseudonimo di Lex (Palmerston North, 14 settembre 1957 – Vancouver, 31 agosto 2004), è stato un imprenditore e bobbista neozelandese.

## Biografia
Imprenditore di Calgary nato in Nuova Zelanda, ebbe l'intuizione di fondare una squadra di bob neozelandese. Dopo aver fondato nel febbraio 1987 la New Zealand Bobsleigh and Skeleton Association insieme ad altri neozelandesi espatriati in Canada, Lex Peterson e Don Ward debuttarono la settimana successiva in Coppa del Mondo sulla pista dell'Olympic Park di Calgary, riuscendo in un qualche modo a classificarsi al 32º posto su 47 squadre.
Ritornato in Nuova Zelanda, Peterson selezionò alcuni atleti, tra cui Peter Henry (vicecampione nazionale nel dechatlon e velocista dei 110 m ostacoli) e Rhys Dacre (già campione nazionale dei 100 metri nel 1985), che sostituì il martellista infortunato Philip Jensen. Nel novembre 1988 Peterson e Dacre giunsero al 37º posto sulla pista di Winterberg, seguiti al 39° dai connazionali Pinnell e Henry.
La squadra debuttò alle Olimpiadi di Calgary 1988, dove si classificò al 21º posto nel bob a quattro, mentre i due equipaggi del bob a due giunsero al 20º e 31º posto. I neozelandesi vinsero la "Coppa dei Caraibi", premio non ufficiale e goliardico che venne messo in palio dalla Nazionale di bob delle Isole Vergine Americane fra gli equipaggi di bob a due che non avevano una tradizione bobbistica storica e nei cui paesi vi è un clima caldo. In effetti però, il miglior risultato di una squadra "tropicale" fu il 15º posto della Nazionale di bob di Taipei Cinese (Taiwan), mentre è noto che la Nuova Zelanda ha anche comprensori sciistici.
Dopo la mancata qualificazione della squadra neozelandese per le Olimpiadi invernali di Albertville 1992, Lex Peterson decise di ritirarsi dall'attività sportiva.
Morì di cancro all'età di poco meno di 47 anni.